# Postal (Italie)
Pour les articles homonymes, voir Postal.
Postal (en allemand, Burgstall) est une commune italienne d'environ 1 900 habitants située dans la province autonome de Bolzano dans la région du Trentin-Haut-Adige dans le nord-est de l'Italie.

## Répartition des langues
Selon le recensement de 2011, la plupart des habitants (76,6 %) parlent l'allemand comme langue maternelle, 22,8 % parlent l'italien nativement et 0,6 % le ladin.

## Administration
| Période                                  | Période  | Identité         | Étiquette                    | Qualité |
| ---------------------------------------- | -------- | ---------------- | ---------------------------- | ------- |
| 9 mai 2005                               | En cours | Martin Ganthaler | Partito Popolare Altoatesino |         |
| Les données manquantes sont à compléter. |          |                  |                              |         |

### Communes limitrophes
Les communes limitrophes sont  Gargazzone, Lana, Meltina, Mérano et Verano.